# ダニエル・ギレ
ダニエル・ギレ(Daniel Guilet, 1899年1月10日 - 1990年10月14日)は、ロシア生まれのヴァイオリン奏者。本名はダニエル・ギレヴィッチ（ロシア語:Даниил Гилевич, ラテン文字転写例:Daniel Guilevitch）。
ロストフ・ナ・ドヌのユダヤ系ポーランド人の家庭に生まれた。生後６か月で家族でパリに移住した。パリ音楽院でジョルジェ・エネスクとギヨーム・レミーにヴァイオリンを師事。1929年にカルヴェ四重奏団の第二ヴァイオリン奏者として参加し、1940年に四重奏団の活動を一時的に停止するまで在籍した。1941年に渡米してギレ四重奏団を組織し、1955年まで率いた。1944年にはNBC交響楽団に参加し、1951年からコンサートマスターに昇格したが、アルトゥーロ・トスカニーニの引退後にシンフォニー・オヴ・ジ・エアになった後もコンサートマスターを務めた。1955年にはボザール・トリオに創立メンバーとして加わり、1968年まで在籍した。1969年に演奏活動から引退した後は、インディアナ大学、マンハッタン音楽学校、モントリオール王立音楽院、オクラホマ大学、ベイラー大学等で教鞭をとった。
ニューヨークはマンハッタンの自宅で脳内出血により死去。

## 註
1. ↑  Robert Spruytenburg (2014). The Lasalle Quartet: Conversations with Walter Levin. Richard Howe. Boydell & Brewer. p. 37. ISBN 978-1843838357
2. ↑  Cynthia Wilson (2011). Always Something New to Discover: Menahem Pressler and the Beaux Arts Trio. Paragon Publishing. p. 77. ISBN 978-1908341259
3. ↑  nytimes.com

| スタブアイコン | サブスタブ | この項目は、まだ閲覧者の調べものの参照としては役立たない、人物に関連した書きかけの項目です。この項目を加筆・訂正などしてくださる協力者を求めています（P:人物伝/PJ:人物伝）。 |